# Einzelkorngefüge

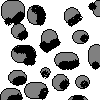
Elementargefüge

Das Einzelkorngefüge wird auch Elementargefüge genannt und ist eine Art von Bodengefüge.
Die Bodenteilchen liegen lose nebeneinander und weisen dabei keine besondere Art von Verbindung auf, d. h. die Bodenpartikel sind nicht miteinander verklebt. Besonders typisch sind diese Gefüge für Sand oder humusarme Sandböden. Es gibt eine schwache Kohäsion der Teilchen in feuchtem Zustand durch Wassermenisken. Sie zerrieseln aber nach der Austrocknung. Für das Gedeihen von Pflanzen ist es wegen seiner geringen Wasserhaltefähigkeit nur mittelgut geeignet, bei stärkerer Verdichtung sogar schlecht.
Beispiele:
- loser Sand und Schluffböden
- Humus-Teilchen beim Rohhumus
- Braunerde aus fein- und mittelsandigem Molassematerialen